# Binge Watching
Unter Binge Watching oder Binge Viewing (engl. „binge“ = „Gelage“), auch Komaglotzen oder Serienmarathon genannt, versteht man das Schauen von mehreren Folgen einer Fernsehserie am Stück. 2015 erklärte das Collins English Dictionary binge-watch zum Wort des Jahres.
Dabei handelt es sich um einen kulturellen Trend, der insbesondere durch die steigende Popularität und Verfügbarkeit von Video-on-Demand-Angeboten begünstigt wird, die es dem Zuschauer ermöglichen, Videomaterial jederzeit auf Anfrage über einen Stream anzusehen. Im Gegensatz zum linearen Fernsehen, bei dem das Programm durch den Fernsehsender vorgegeben wird und typischerweise die Folgen einer Staffel über mehrere Monate verteilt sind, können bei Video-on-Demand-Angeboten so viele Folgen unmittelbar hintereinander angesehen werden, wie die Zuseher schaffen.
Zwar ist Binge Watching schon seit der Erfindung der Videokassette und spätestens durch die Veröffentlichung kompletter Serienstaffeln auf DVD prinzipiell möglich, allerdings wurden die einzelnen Folgen zuvor im Fernsehen ausgestrahlt, und wurden dann auch schon vom größten Teil der Zuschauer gesehen. Besondere Relevanz hat Binge Watching, wenn Video-on-Demand-Anbieter wie Netflix oder Prime Video alle Folgen einer Staffel zur Premiere gleichzeitig veröffentlichen und Cliffhanger größtenteils umgangen werden.